# Wilhelm Kohlhaas

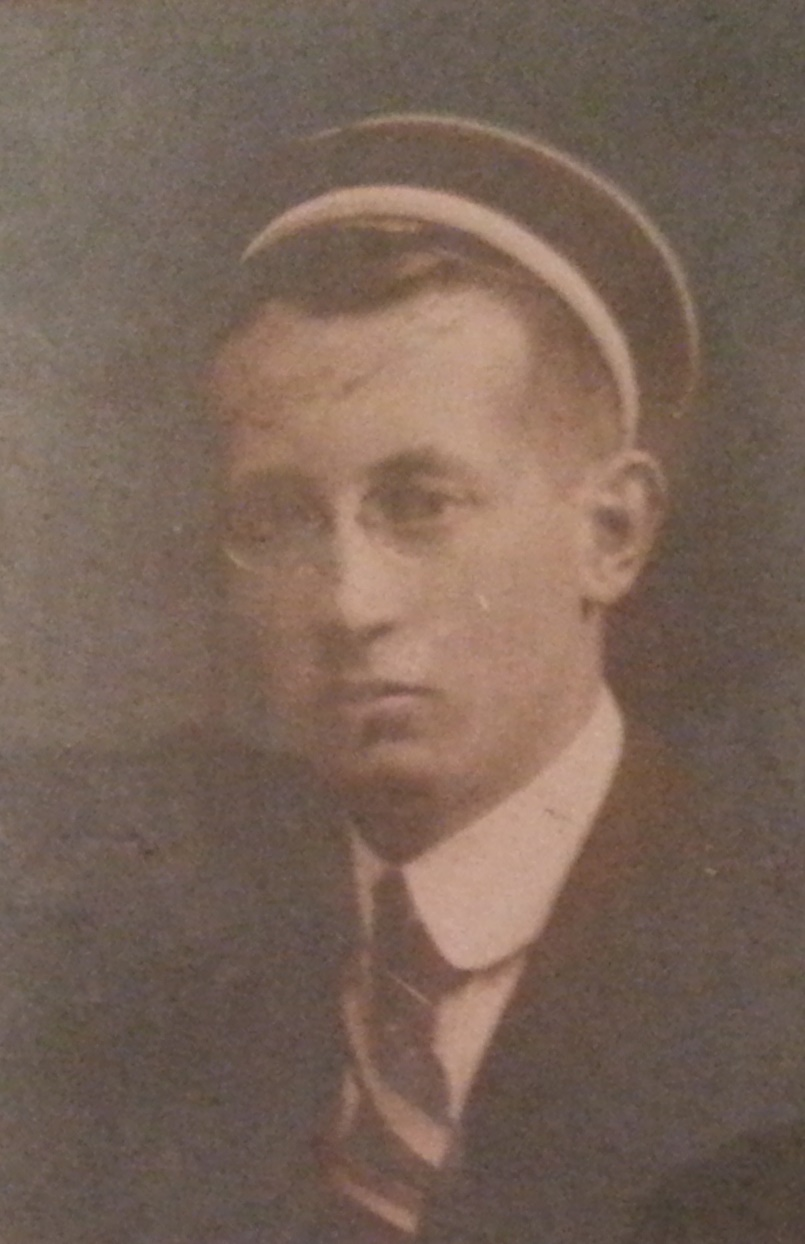
Wilhelm Kohlhaas (1920)

Wilhelm Kohlhaas (* 19. April 1899 in Waiblingen; † 19. Februar 1995 in Stuttgart) war ein deutscher Offizier, Richter, Autor und Historiker.

## Leben
Als Sohn des Internisten Max Kohlhaas d. Ä. besuchte Wilhelm Kohlhaas das Karls-Gymnasium Stuttgart. Nach dem Notabitur meldete er sich 1916 als Kriegsfreiwilliger zur Württembergischen Armee. Als Fahnenjunker wurde er dem Grenadier-Regiment „Königin Olga“ (1. Württembergisches) Nr. 119 zugewiesen. Als Leutnant schwer verwundet, erlebte er die letzten Wochen des Ersten Weltkriegs in der Heimat. Nach dem Waffenstillstand von Compiègne trat er den Württembergischen Sicherheitstruppen bei. Er schloss sich im Frühjahr 1919 der Freiwilligenabteilung „Haas“ an und beteiligte sich an der Niederschlagung der Augsburger Räterepublik und der Münchner Räterepublik. Im Sommer 1919 war er Ordonnanzoffizier beim Grenzschutz Ost im Posener Aufstand.
Anschließend studierte er Rechtswissenschaft an der Eberhard Karls Universität Tübingen. Am 16. Januar 1920 wurde er im Corps Rhenania Tübingen aktiv. Nach 14 Schlägerpartien am 13. Oktober 1920 inaktiviert, wechselte er an die Ludwig-Maximilians-Universität München. Dort schloss er sich auch dem Corps Isaria an. 1926 promovierte er in Tübingen mit einer Arbeit zum Thema „Die strafrechtliche Stellung privater militärischer Organisationen in Deutschland seit der Revolution“ zum Dr. iur. Nachdem er im selben Jahr die Assessorprüfung bestanden hatte, wurde er in den württembergischen Justizdienst übernommen. Er war Amtsrichter in Biberach an der Riß und ab November 1928 Staatsanwalt in Stuttgart.
Nach dem Wahlsieg der NSDAP bei der Reichstagswahl im Frühjahr 1933 wurde er von seinem Amt als Richter und Staatsanwalt abgelöst, weil er sich gegen Nationalsozialismus gestellt hatte. Er ging als Erster Direktor der preußischen Klassenlotterie nach Berlin. Kohlhaas beantragte am 7. Dezember 1937 die Aufnahme in die NSDAP und wurde rückwirkend zum 1. Mai desselben Jahres aufgenommen (Mitgliedsnummer 5.918.976). 1939 wurde er Regierungsdirektor bei der Reichsschuldenverwaltung. Nach Beginn des Zweiten Weltkriegs war er als Hauptmann der Landwehr in der Abwehrabteilung vom Oberkommando der Wehrmacht. Er wurde in Frankreich, Italien, Nordafrika und im Irak (Sonderstab F) eingesetzt. Als Major der Reserve wurde er 1942 in den Stab des Befehlshabers Heeresgebiet Südfrankreich versetzt. Bei Kriegsende trug er dazu bei, dass sein damaliger Wohnort Neuhausen auf den Fildern vor sinnloser Verteidigung und Repressalien durch die Siegermächte bewahrt wurde.
Er kehrte im Mai 1947 aus französischer Kriegsgefangenschaft zurück. Im Spruchkammerverfahren wurde er als Mitläufer eingestuft. Von 1948 bis 1960 war er in der württembergischen Finanzverwaltung tätig. Zunächst arbeitete er zwei Jahre bei der Vermögenskontrolle in Tübingen. Danach übernahm er eine führende Tätigkeit bei der Staatlichen Toto-Lotto GmbH Baden-Württemberg. Die Folgen seiner Verwundungen zwangen ihn, schon 1960 von seinem Amt als Regierungsdirektor in den Ruhestand zu treten.
Schon in den 1930er Jahren trat Kohlhaas mit literarischen und historischen Publikationen hervor. In seinem langen Ruhestand verstärkte er dieses Engagement. Er gilt als bedeutender Kenner der Stuttgarter Stadtgeschichte, der württembergischen Landesgeschichte und der Militärgeschichte. In den 1950er Jahren führte er die Offizierskameradschaft des Grenadier-Regiments „Königin Olga“. Er engagierte sich im Schwäbischen Heimatbund und im Schwäbischen Albverein. Von 1924 bis 1929 war er Schriftleiter der Rhenanenzeitung. Von 1952 bis 1954 saß er im Verwaltungsrat seines Tübinger Corps.
Mit seiner ersten Frau Ruth geb. Bächer aus Wuppertal hatte er zwei Töchter. Seine zweite Frau Elisabeth geb. Kärcher aus Neuhausen a. d. F. schenkte ihm einen Sohn und eine Tochter. Max Kohlhaas war ein Bruder.

## Auszeichnungen
- Eisernes Kreuz 2. Klasse
- Verwundetenabzeichen
- Medaille zur Erinnerung an den 1. Oktober 1938
- Kriegsverdienstkreuz (1939) II. und I. Klasse mit Schwertern
- Heimatmedaille des Landes Baden-Württemberg 1981[9]
- Verdienstorden des Landes Baden-Württemberg 1982

## Werke
- Der Häuptling und die Republik. Die Geschichte eines Irrtums. Stuttgart 1933. GoogleBooks
- Die Schillerbrüder, Roman. Berlin 1934. GoogleBooks
- Das verkaufte Regiment. Die Geschichte des deutschen Kap-Regiments, Roman. Eher, Berlin 1937. GoogleBooks
- Führer und Soldaten in der grossen Kriegsgeschichte. Berlin 1937. GoogleBooks
- mit Benedikt Peter: Ritt ins Morgenrot. Ein Reiterleben in den Freiheitskriegen. Stuttgart 1937. GoogleBooks
- Mars und Skorpion, Roman. Stuttgart 1939. GoogleBooks
- Schanze im Mittelmeer, Novelle. Luftwaffenführungsstab 1941. GoogleBooks
- Zwischen Tauber und Bodensee. Stollberg, Berlin.
- Die Paladine, Schauspiel in 6 Akten. Toth, Hamburg 1947.
- Eberhard Wildermuth – ein aufrechter Bürger. Domus, Bonn 1960. GoogleBooks
- Spiel mit der Zukunft an Hochrhein und Bodensee. Stuttgart 1963. GoogleBooks
- Hundert Jahre Gemeinnütziger Bau- und Wohlfahrtsverein Stuttgart, ehemals Verein für das Wohl der arbeitenden Klassen, 1866–1966. Stuttgart 1966.
- Die Studentenbataillone der württembergischen Hochschulen als Stützen der Ordnungsmacht in den Jahren 1919/21. 1966. GoogleBooks
- Chronik der Stadt Stuttgart, 1913–1918. Klett, Stuttgart 1967.
- mit Georg Fahrbach: Der Mensch zwischen Natur und Technik. Fink, Stuttgart 1967.
- mit Volkmar Muthesius: Hundert Jahre Württembergische Hypothekenbank. Stuttgart 1967.
- Stuttgart, so wie es war. Ein Bildband. Droste, Düsseldorf 1971.
- Stuttgart ehemals, gestern und heute. Steinkopf, Stuttgart 1976, ISBN 978-3-7984-0319-2.
- Das war Stuttgart. Bilder und Begebenheiten aus Stuttgarts Geschichte. Steinkopf, Stuttgart 1977, ISBN 978-3-7984-0332-1.
- Candia 1645-1669. Die Tragödie einer abendländischen Verteidigung mit dem Nachspiel Athen 1687. Osnabrück 1978. GoogleBooks
- mit Elisabeth Nau und Hans Schumann: Ellwanger & Geiger – ein Bankhaus in Stuttgart. Stuttgart 1978.
- Württembergische Uniformen von 1638 bis 1854. (Offsetfaksimile des Tafelwerks L. J. von Stadlinger: Geschichte des württembergischen Kriegswesens von der frühesten bis zur neuesten Zeit, 1856)
- mit Christian Wilhelm von Faber du Faur: Wachtmeister Peter mit und gegen Napoleon. Steinkopf, Stuttgart 1980, ISBN 978-3-7984-0516-5.
- Isaria – Wesen und Wert eines Corps. München 1981.
- Das war Württemberg. Bilder und Begebenheiten aus der württembergischen Geschichte. Steinkopf, Stuttgart 1980, ISBN 978-3-7984-0359-8.
- München 1919 – was damals war und noch heute wahr ist. Frankfurt am Main 1986, ISBN 978-3-88129-949-7.
- Hitler-Abenteuer im Irak. Ein Erlebnis-Bericht. Herder, Freiburg im Breisgau 1989, ISBN 978-3-451-08605-2.

## Nachlass
- Wolfgang Mährle, Torben Singer: Militärischer Nachlass Dr. Wilhelm Kohlhaas. Hauptstaatsarchiv Stuttgart, Repertorien Bestand M (2010). Signatur M 660/278.